# Financial Conduct Authority
Il Financial Conduct Authority (FCA) è un organismo di regolamentazione finanziaria del Regno Unito il cui obiettivo è proteggere consumatori, concorrenza e mercati finanziari.
È finanziata addebitando commissioni ai membri del settore dei servizi finanziari e disciplina le società finanziarie che forniscono servizi ai consumatori e mantiene l'integrità dei mercati finanziari nel Regno Unito.